# イタリア王国 (1805年-1814年)

イタリア王国
Regno d'Italia (イタリア語)
Royaume d'Italie (フランス語)

イタリア王国の位置（1812年）

イタリア王国（イタリアおうこく、イタリア語: Regno d'Italia）は、ナポレオン戦争中の1805年から1814年に、イタリア半島に存在した国家の1つである。ナポレオン1世により設立された。イタリア中東部と北部を含み、首都はミラノであった。

## 歴史

### 誕生
1805年3月18日、プレスブルクの和約とともにオーストリア帝国はゴリツィアとヴェネト県を放棄した。ヴェネトはイタリア共和国に統合され、「イタリア王国」が創られることとなる。
ナポレオン・ボナパルトは1804年にピウス7世により戴冠され、元老院によりフランス皇帝と宣言された。イタリア共和国もイタリア王国に変えられ、ナポレオン自身がイタリア王となり、ミラノのドゥオーモで1805年5月26日に戴冠した。そして、ナポレオンを盲目的に信頼し、自身の政治的目的の追求を恐れない養子のウジェーヌ・ド・ボアルネがイタリア副王に任命された。
1809年にはゴリツィアとトリエステ、イストリア、ダルマツィア、カッターロ湾は王国からはずされ、リュブリャナを州都とするイリュリア州としてフランスの支配下となった。

### 崩壊
1814年にナポレオンの時代が終わると、イタリア王国も終焉を迎える。1814年4月6日、ナポレオンは即座に退位を表明し、11日にはそれが公認された。16日にはボアルネはオーストリアの元帥ハインリヒ・フォン・ベレガルデと休戦することを連絡しあい、王位はナポレオンの敗北から救われる事が出来るのではないかと期待した。
激昂した群集が起こした私刑による財務大臣ジュゼッペ・プリーナの死など、4月20日のミラノの無秩序の後、ボアルネはやはり住民の支持がないことを知った。人々は実際、それをフランスへの憎しみと同一視していた。ボアルネは4月26日に副王位を辞し、翌日に妻の故郷バイエルン王国に亡命してイタリアを後にした。ナポレオンのイタリア王国はこのような終焉となった。

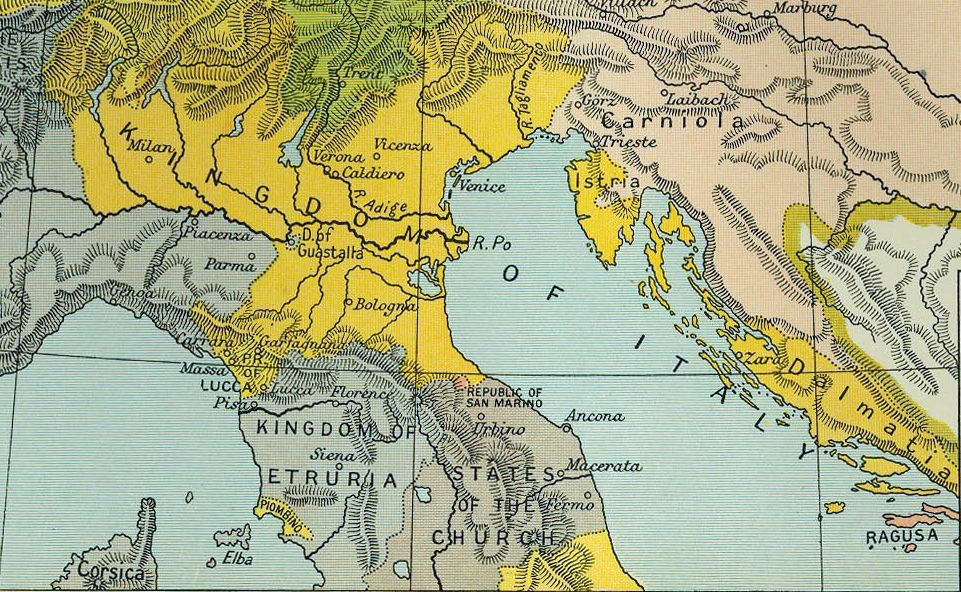
1807年のイタリア王国の領域。イストリア、ダルマチア等を含む。
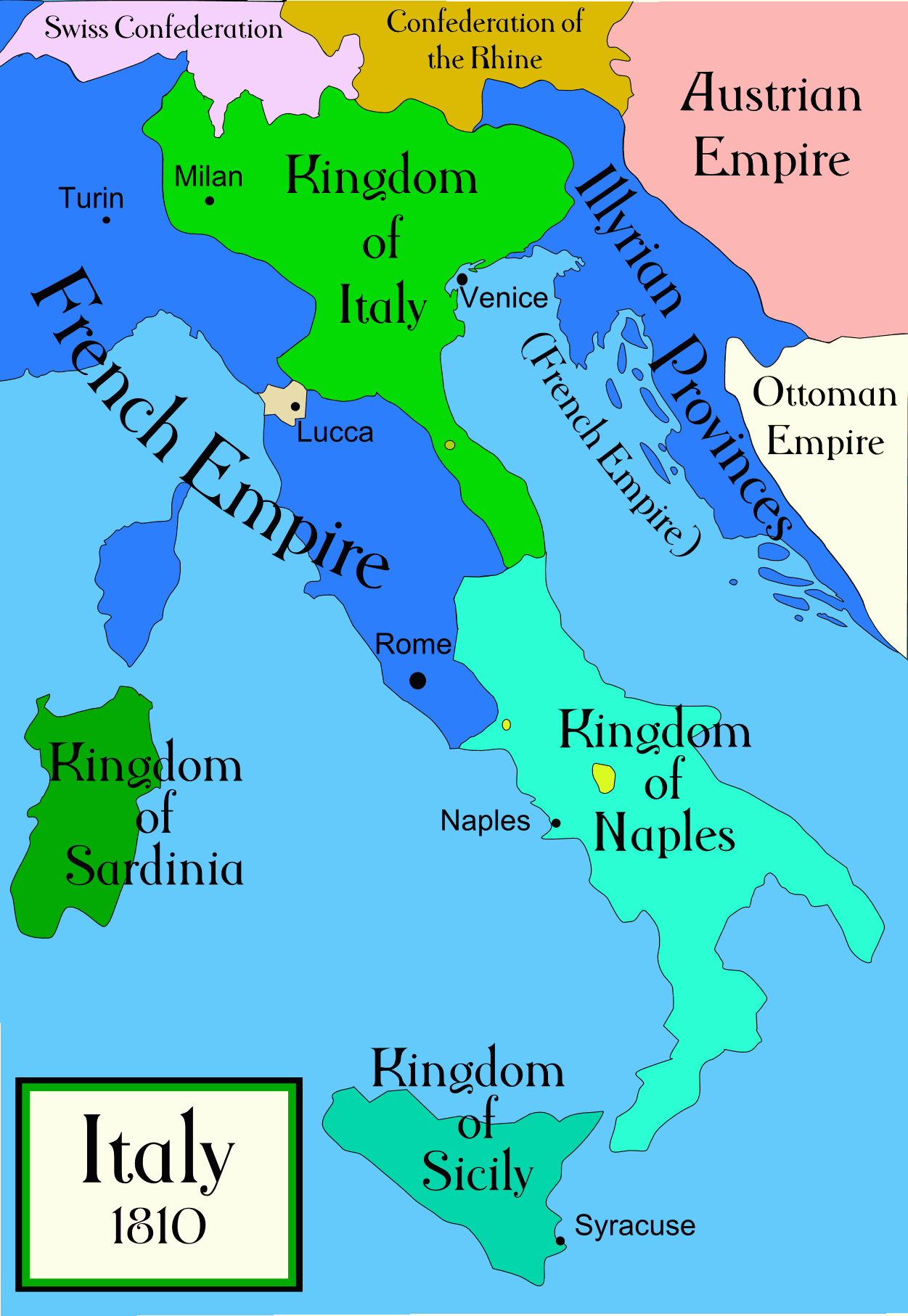
1810年のイタリア。黄緑がイタリア王国。
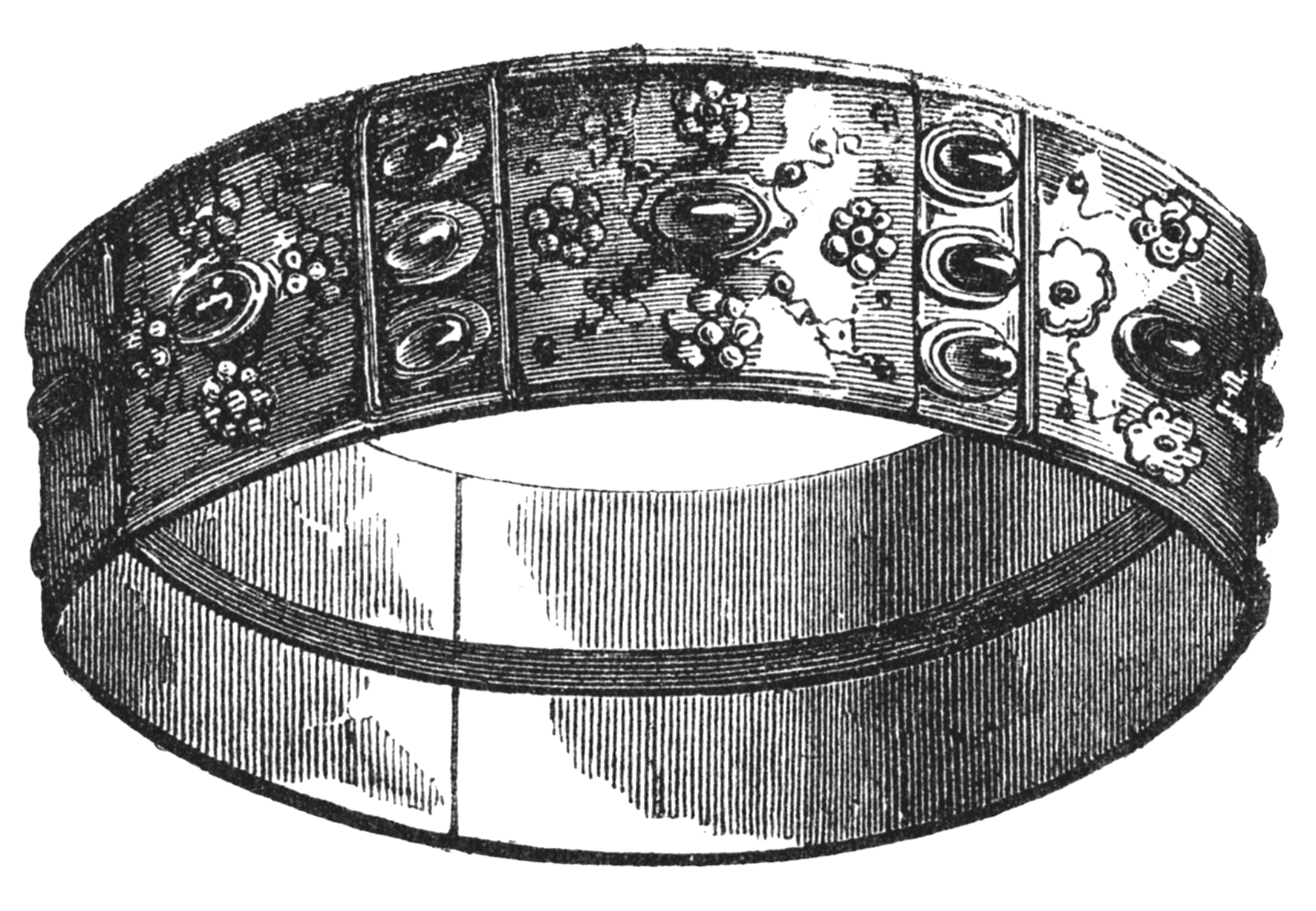
ロンバルディアの鉄王冠。ナポレオンがイタリア王の戴冠時に使用した。
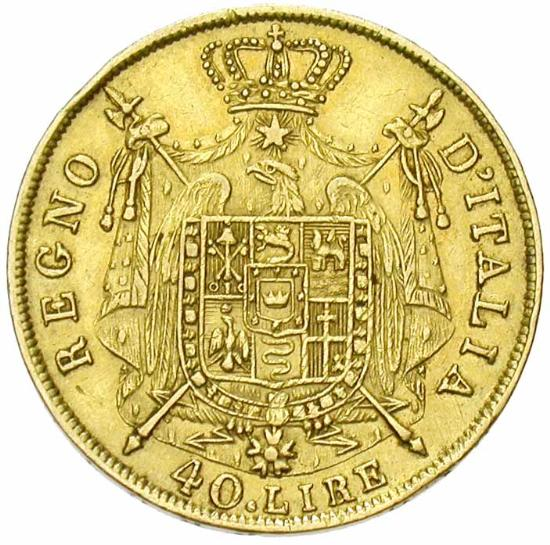
ナポレオン時代の40リラ硬貨。